# Solvente
Un solvente è un liquido che scioglie un soluto solido, liquido o gassoso, dando luogo a una soluzione. È il componente di una soluzione che si presenta nello stesso stato di aggregazione della soluzione stessa. Il solvente più comune è l'acqua. Il solvente è quella sostanza presente in maggior quantità in una soluzione.
I solventi in genere hanno un basso punto di ebollizione ed evaporano facilmente o possono essere rimossi per distillazione, lasciando ciò nonostante la sostanza disciolta intatta. I solventi non dovrebbero dunque reagire chimicamente con il soluto, ovvero devono essere chimicamente inerti. I solventi possono anche essere utilizzati per estrarre composti solubili da un miscuglio.
I solventi sono solitamente liquidi chiari e incolori e spesso presentano un odore caratteristico. La solubilità è l'ammontare massimo di composto solubile in un certo volume di solvente a data temperatura.
Il termine solvente organico si riferisce ai solventi che sono composti organici. Usi comuni dei solventi organici sono il lavaggio a secco (per esempio il tetracloroetilene), la pulizia o la soluzione delle colle (es. acetone, acetato di metile, acetato di etile), la rimozione di macchie (per esempio l'esano), la diluizione di detergenti e profumi e soprattutto nelle sintesi chimiche.

## Polarità, solubilità e miscibilità
Solventi e soluti possono essere classificati come polari e non polari, anche detti apolari.
La polarità di un solvente può essere misurata a mezzo della costante dielettrica o del momento di dipolo elettrico. I solventi polari presentano elevati valori della costante dielettrica e del momento di dipolo, mentre i solventi apolari presentano bassi valori della costante dielettrica e del momento di dipolo.
Il carattere polare o apolare di un solvente determina la natura dei composti che il solvente può sciogliere e la natura degli altri solventi e/o liquidi con cui si può miscelare. Di norma solventi polari sciolgono meglio composti polari e solventi non polari sciolgono meglio composti non polari. Questa evidenza sperimentale risale agli alchimisti medievali che la riassumevano nella frase "similia similibus solvuntur" (dal latino, traducibile in "il simile scioglie il simile"). Per esempio, l'acqua è un solvente polare, per cui le sostanze che si sciolgono meglio nell'acqua (dette "idrofile") sono in genere polari, mentre le sostanze che si sciolgono in acqua con più difficoltà (dette "lipofile") sono in genere apolari.
Composti fortemente polari come i sali inorganici o gli zuccheri si sciolgono solo in solventi molto polari come l'acqua, mentre composti fortemente apolari come gli olii o le cere si sciolgono solo in solventi organici estremamente apolari, come l'esano. Analogamente, acqua e esano, o aceto e olio, non sono miscibili tra loro e si separano velocemente formando due fasi distinte, anche dopo aver mescolato energicamente.
Esistono comunque delle eccezioni a questa regola empirica: ad esempio il metanolo, avente costante dielettrica pari a 32,6 e quindi polare, e il toluene, avente costante dielettrica pari a 2,4 e quindi apolare sono miscibili tra loro. Un'altra eccezione è la miscela acqua-isopropanolo.

## Solventi protici e aprotici
I solventi polari possono a loro volta essere suddivisi in solventi protici polari e solventi aprotici polari. L'acqua (H-O-H), l'etanolo (CH3-CH2-OH) e l'acido acetico (CH3-COOH) sono rappresentanti della famiglia dei protici. Un comune solvente aprotico è l'acetone (CH3-CO-CH3). Nelle reazioni chimiche l'uso di solventi polari protici favorisce reazioni di sostituzione nucleofila unimolecolare, viceversa i solventi polari aprotici favoriscono reazioni di sostituzione elettrofila bimolecolare.

## Punto di ebollizione
Un'altra importante proprietà dei solventi è il loro punto di ebollizione che determina tra l'altro la velocità di evaporazione. Piccole quantità di solventi a basso punto di ebollizione, come il dietiletere o il cloruro di metilene, evaporano in pochi secondi a temperatura ambiente, mentre solventi ad alto punto di ebollizione come l'acqua o il dimetilsolfossido richiedono alte temperatura o la riduzione della pressione ambiente affinché l'evaporazione abbia luogo in maniera efficiente.

## Densità
La maggior parte dei solventi ha densità minore dell'acqua. Sono quindi più leggeri e nell'acqua si portano in superficie. Un'importante eccezione sono i solventi alogenati come il cloroformio, che si poggia sul fondo. Questo è importante da tenere a mente durante sintesi chimiche di solubilizzazione di solventi immiscibili con l'acqua e l'acqua stessa.

## Interazioni chimiche
Un solvente crea numerose deboli interazioni con il soluto allo scopo di solubilizzarlo. Le più comuni interazioni sono le deboli forze di van der Waals (dipolo indotto), la più forte interazione dipolo-dipolo e l'ancora più forte interazione dei legami a ponte d'idrogeno. Queste interazioni portano alla solvatazione.

## Tabella delle proprietà dei comuni solventi
| Solvente                 | Formula molecolare      | Punto di ebollizione | Permettività | Momento dipolare | Densità    |
| ------------------------ | ----------------------- | -------------------- | ------------ | ---------------- | ---------- |
| Solventi apolari         |                         |                      |              |                  |            |
| Esano                    | CH3-CH2-CH2-CH2-CH2-CH3 | 69 °C                | 2,0          | 0                | 0,655 g/ml |
| Benzene                  | C6H6                    | 80 °C                | 2,3          | 0                | 0,879 g/ml |
| Solventi poco polari     |                         |                      |              |                  |            |
| Toluene                  | C6H5-CH3                | 111 °C               | 2,4          | 0,31 D           | 0,867 g/ml |
| Dietiletere              | CH3CH2-O-CH2-CH3        | 35 °C                | 4,3          | 1,30 D           | 0,713 g/ml |
| Cloroformio              | CHCl3                   | 61 °C                | 4,8          | 1,04 D           | 1,498 g/ml |
| Acetato di etile         | CH3-C(=O)-O-CH2-CH3     | 77 °C                | 6,0          | 1,88 D           | 0,897 g/ml |
| Tetraidrofurano (THF)    |                         | 66 °C                | 7,5          | 1,69 D           | 0,886 g/ml |
| Cloruro di metilene      | CH2Cl2                  | 40 °C                | 9,1          | 1,60 D           | 1,326 g/ml |
| Solventi polari aprotici |                         |                      |              |                  |            |
| Acetone                  | CH3-C(=O)-CH3           | 56 °C                | 21           | 2,69 D           | 0,786 g/ml |
| Acetonitrile (MeCN)      | CH3-C≡N                 | 82 °C                | 37           | 3,44 D           | 0,786 g/ml |
| Dimetilformammide (DMF)  | H-C(=O)N(CH3)2          | 153 °C               | 38           | 3,79 D           | 0,944 g/ml |
| Dimetilsolfossido (DMSO) | CH3-S(=O)-CH3           | 189 °C               | 47           | 4,10 D           | 1,092 g/ml |
| Solventi polari protici  |                         |                      |              |                  |            |
| Acido acetico            | CH3-C(=O)OH             | 118 °C               | 6,2          | 1,68 D           | 1,049 g/ml |
| n-Butanolo               | CH3-CH2-CH2-CH2-OH      | 118 °C               | 18           | 1,75 D           | 0,810 g/ml |
| Isopropanolo             | CH3-CH(-OH)-CH3         | 82 °C                | 18           | 1,59 D           | 0,785 g/ml |
| n-Propanolo              | CH3-CH2-CH2-OH          | 97 °C                | 20           | 1,65 D           | 0,803 g/ml |
| Etanolo                  | CH3-CH2-OH              | 79 °C                | 24           | 1,66 D           | 0,789 g/ml |
| Metanolo                 | CH3-OH                  | 65 °C                | 33           | 2,87 D           | 0,791 g/ml |
| Acido formico            | H-C(=O)OH               | 100 °C               | 58           | 1,42 D           | 1,21 g/ml  |
| Acqua                    | H-O-H                   | 100 °C               | 80           | 1,87 D           | 0,998 g/ml |

I valori dei momenti dipolari per CHCl3 e CH2Cl2 sono quelli di PapouSek et al., gli altri sono tratti da Tables for Organic Chemistry.